# Craiova
Craiova é uma cidade da Roménia, capital do judeţ (distrito) de Dolj na Oltênia com cerca 300 mil habitantes. Fica situada nas margens do rio Jiu. É também conhecida pelo clube de futebol FC Universitatea Craiova, que teve projeção continental na Europa durante os anos 80 e 90.

## População
| 1912  | 1930  | 1948  | 1956  | 1966   | 1977   | 1992   | 2002   | 2011   |
| 51404 | 63215 | 84754 | 96897 | 148711 | 221261 | 303959 | 302601 | 269506 |

## Monumentos
- Museu Arqueológico
- Teatro Nacional
- Universidade
- Museu de Arte (localizado no Palácio Jean Mihail, construído entre 1898 e 1907 pelo arquitecto Paul Gottereau)[2]

## Economia
- Centro agrícola
- Fábricas de farinhas, curtumes, sabões, tecidos. cerâmica, móveis e máquinas agrícolas e industriais